# Camponotus loweryi
Camponotus loweryi é uma espécie de inseto do gênero Camponotus, pertencente à família Formicidae.